# Metrodoros z Lampsakos (epikurejczyk)

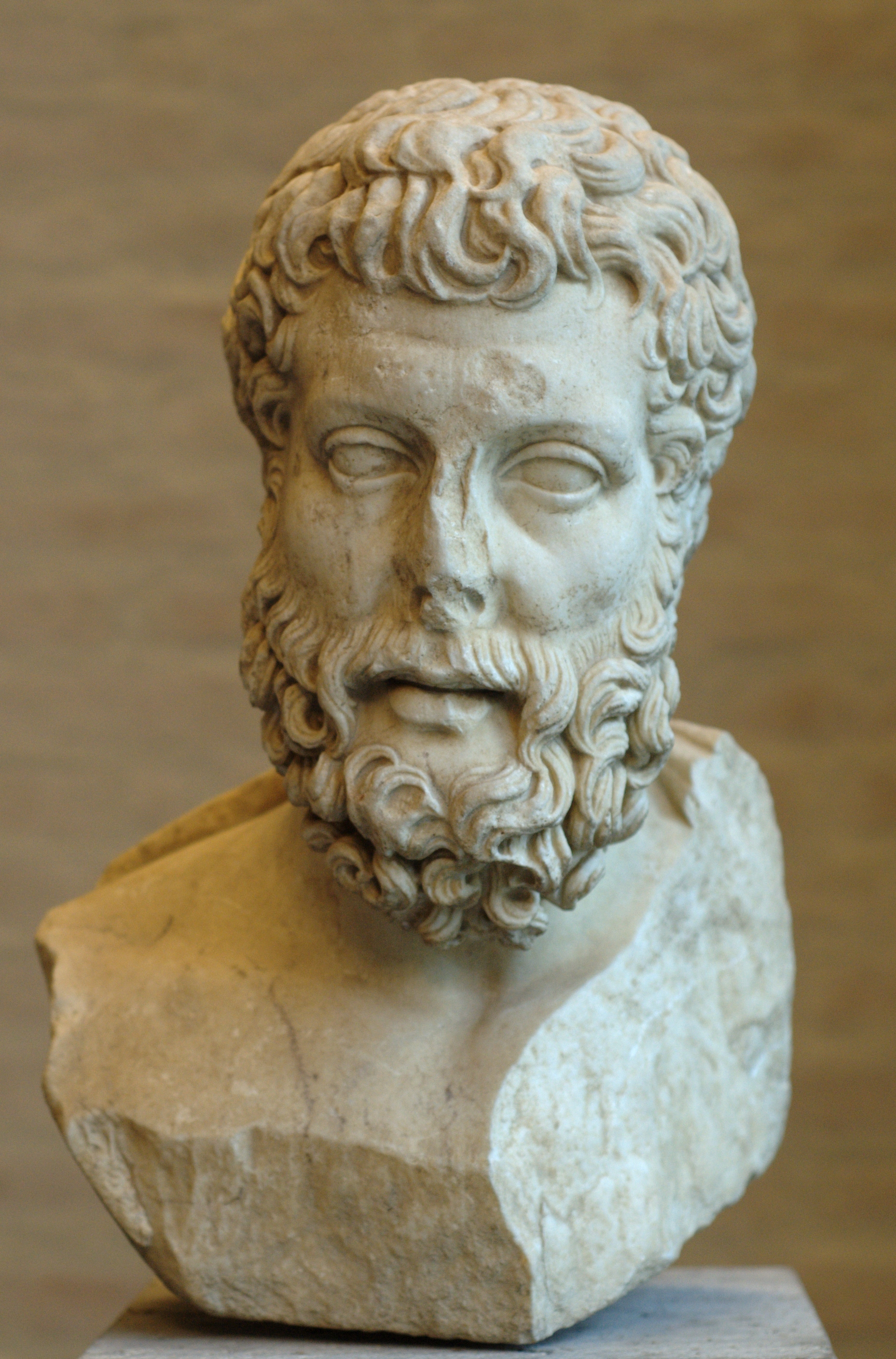
Metrodoros

Metrodoros z Lampsakos (ok. 330-277 p.n.e.) – grecki filozof, uczeń Epikura jeszcze przed założeniem Ogrodu. Zmarł wcześniej niż swój nauczyciel. Był autorem wielu traktatów, z których zachowały się jedynie fragmenty. Tytuły dzieł wskazują, że Metodoros wyróżnił się głównie jako polemista, obrońca myśli mistrza. Diogenes Laertios pisze o nim:

Epikur miał wielu sławnych uczniów, takich na przykład, jak Metrodoros z Lampsaku, syn Atenajosa (lub Timokratesa) i Sandy, który od pierwszego zetknięcia się z Epikurem nie rozstawał się z nim nigdy. Tylko raz jeden oddalił się na sześć miesięcy, które spędził w swej ojczyźnie, po czym natychmiast powrócił. Był to dzielny człowiek pod każdym względem, jak poświadcza sam Epikur we wstępach do swych pism, a także w trzeciej księdze Timokratesa. Taki już miał charakter; siostrę swą, Batis, oddał za żonę Idomeneusowi, a heterę ateńską Leontion przyjął do siebie jako nałożnicę. Nie bał się żadnych przeciwności losu ani śmierci, jak podaje Epikur w pierwszej księdze Metodora. Powiadają, że umarł siedem lat przed Epikurem w pięćdziesiątym trzecim roku życia, a Epikur zalecił sam w przytoczonym wyżej testamencie, który był sporządzony z pewnością po śmierci Metodora, aby dzieci jego zostały otoczone opieką. Do uczniów Epikura należał również wspomniany już Timokrates, lekkomyślny brat Metodora.
[Diog. Laërt X 23]

Badacze (m.in. Giovanni Reale i Pierre Boyancé) podkreślają, że w odróżnieniu od innych hellenistycznych szkół filozoficznych epikureizm został zdominowany przez myśl swojego założyciela, a jego uczniowie byli jedynie epigonami. Podobnie Seneka Młodszy [Epist. 33,4] pisze, że "wszystko, co powiedział Hemarchus, wszystko, co rzekł Metrodor, przypisuje się jednemu".

## Znane tytuły zaginionych pism Metrodorosa
Diogenes Laertios podaje następującą listę pism Metrdorosa (wszystkie zaginęły):
- Πρὸς τοὺς ἰατρούς, τρία – Przeciwko lekarzom (3 księgi)
- Περὶ αἰσθήσεων – O wrażeniach zmysłowych
- Πρὸς Τιμοκράτην – Do Timokratesa
- Περὶ μεγαλοψυχίας – O wielkoduszności
- Περὶ τῆς Ἐπικούρου ἀρρωστίας – O chorobie Epikura
- Πρὸς τοὺς διαλεκτικούς – Przeciwko dialektykom
- Πρὸς τοὺς σοφιστάς, ἐννέα – Przeciwko sofistom (9 ksiąg)
- Περὶ τῆς ἐπὶ σοφίαν πορείας – O drodze do mądrości
- Περὶ τῆς μεταβολῆς – O zmianie
- Περὶ πλούτου – O bogactwie
- Πρὸς Δημόκριτον – Przeciwko Demokrytowi
- Περὶ εὐγενείας – O szlachetnym urodzeniu